# The Son of the Sheik
The Son of the Sheik is een Amerikaanse filmkomedie uit 1926 met in de hoofdrol Rudolph Valentino. Valentino speelt hierin zowel de sjeik als diende zijn Ahmed. Het was een vervolgfilm op The Sheik uit 1921. De film werd in 2003 opgenomen in het National Film Registry.

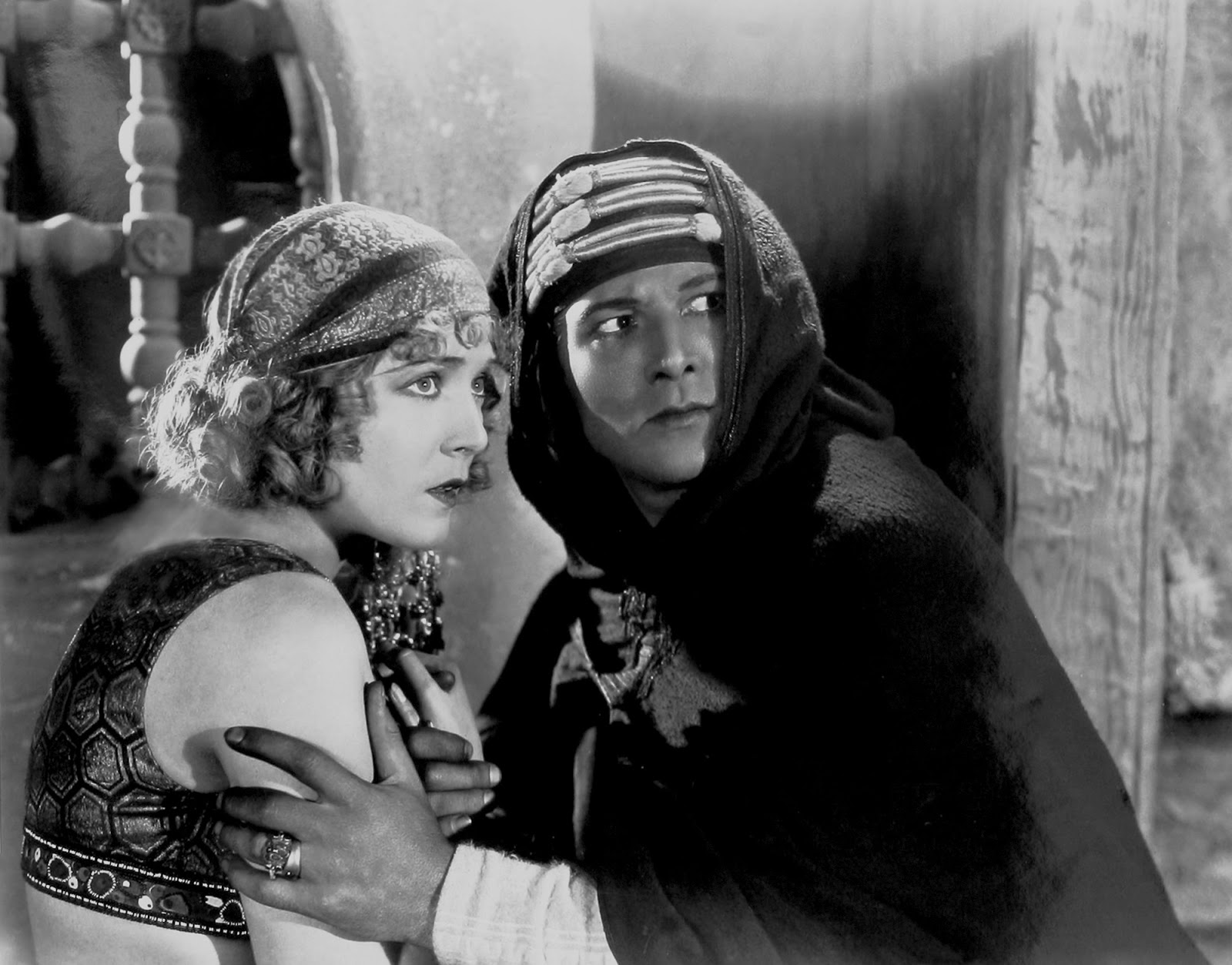
Vilma Bánky en Rudolph Valentino in The Son of the Sheik

## Verhaal
Ahmed, zoon van Diana en sjeik Ahmed Ben Hassan, wordt verliefd op het danseresje Yasmin. Yasmin is echter beloofd aan de gemene moor Ghobah. In een ruïne in de buurt van Touggourt, de stad waar Yasmin danst, ontmoeten zij en Ahmed elkaar in het geheim tot op een avond haar vader en de Ghobah's bende de zoon van de sjeik gevangennemen, martelen en vasthouden voor losgeld. Zal Ahmed geloven dat Yasmin hem heeft laten arresteren? Zelfs als ware liefde een weg vindt door webben van bedrog, wat zal de krachtige en imposante sjeik zeggen over zijn zoon die omgaat met een dansend meisje?
| Acteur            | Personage                                |
| ----------------- | ---------------------------------------- |
| Rudolph Valentino | Ahmed (The Son) / Sjeik (Ahmed's Father) |
| Vilma Bánky       | Yasmin                                   |
| George Fawcett    | Andre                                    |
| Montagu Love      | Ghabah                                   |
| Karl Dane         | Ramadan                                  |
| Bull Montana      | Ali the Mountebank                       |
| Bynunsky Hyman    | Pincher the Mountebank                   |
| Agnes Ayres       | Diana                                    |